# 寄せ植え

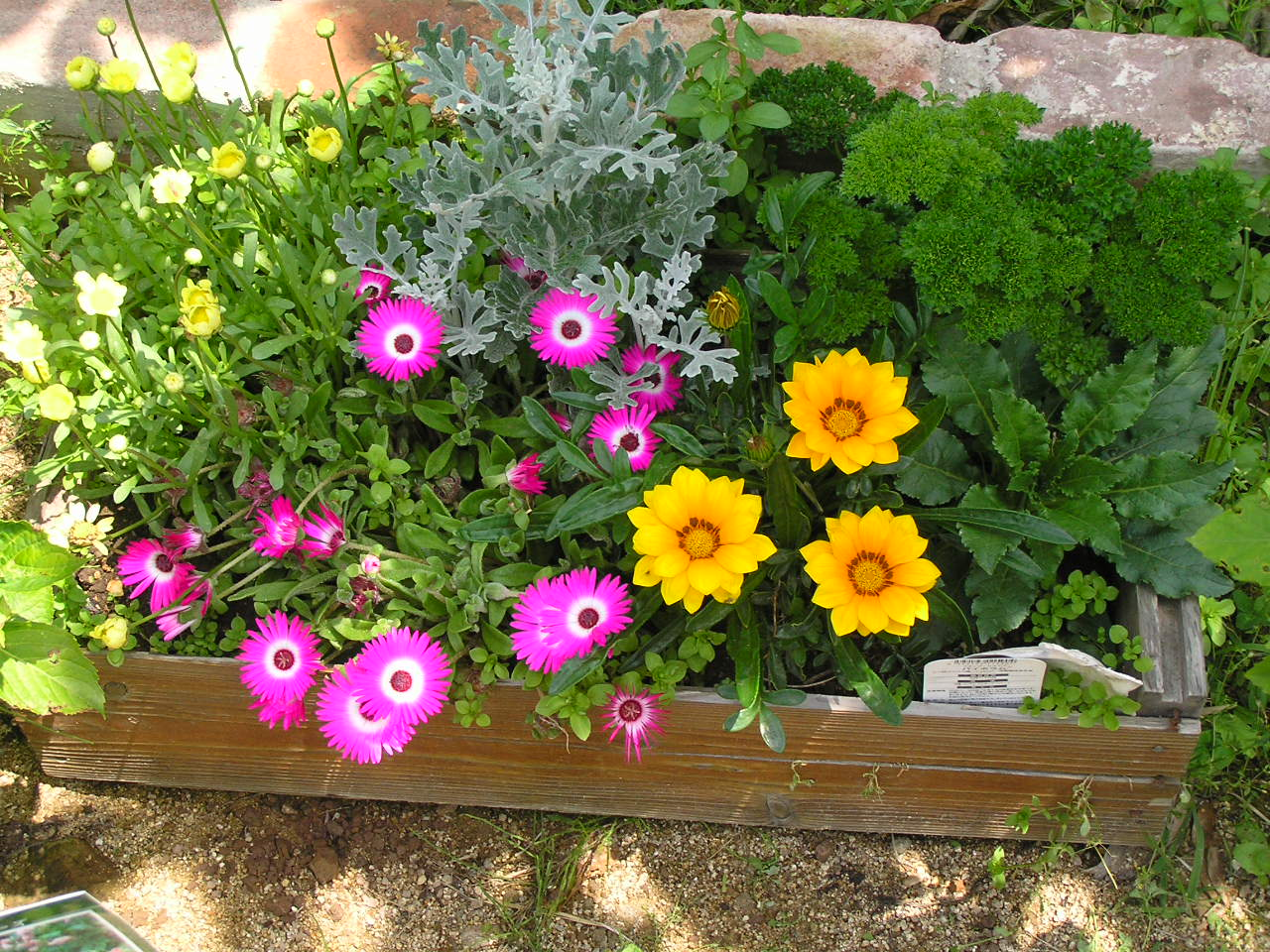
プランターの寄せ植え

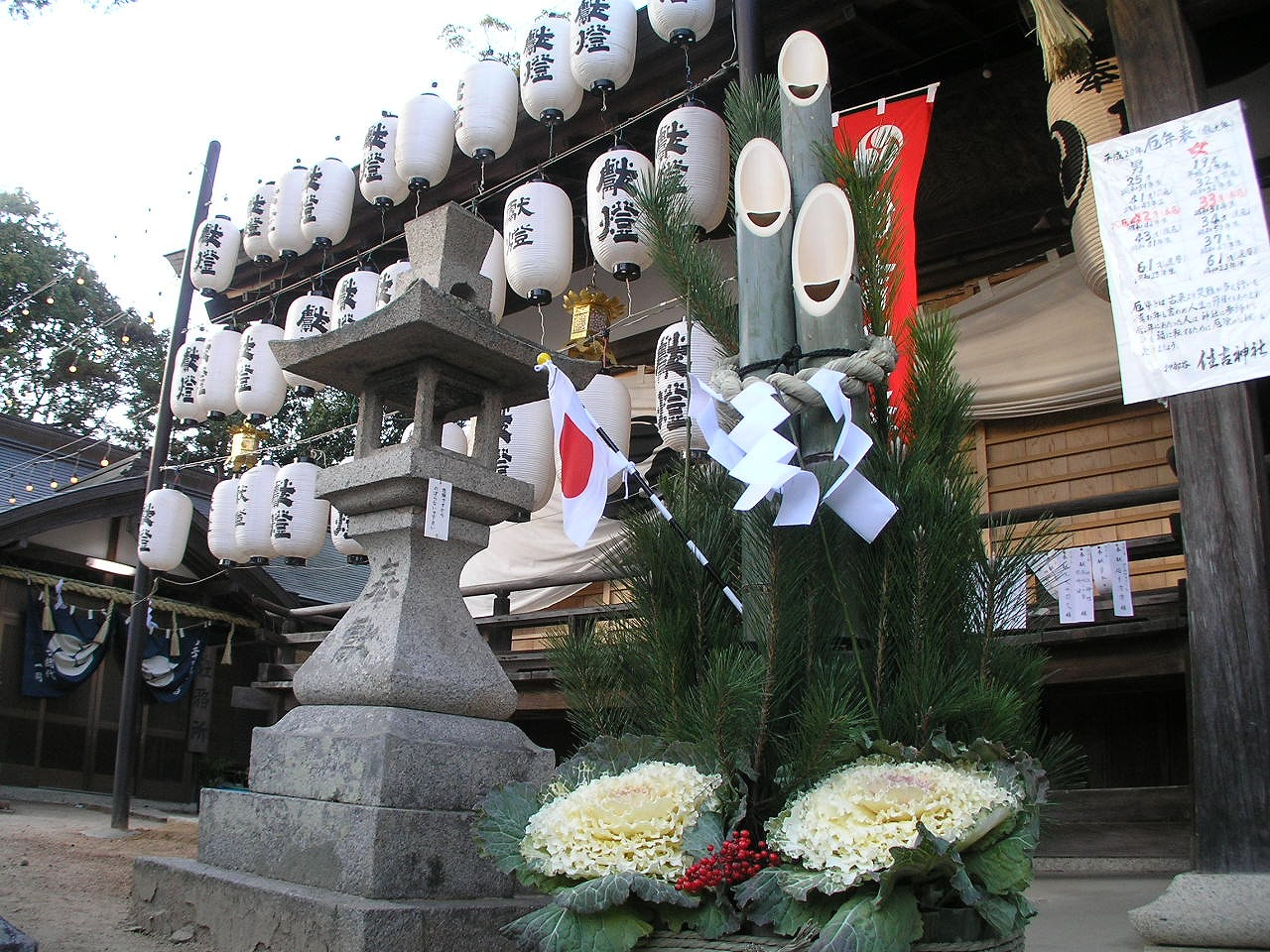
神社に飾られる正月の寄せ植え（住吉神社 (神戸市西区)）

寄せ植え（よせうえ）とは、鉢やプランター、地植えなどで複数の植物を一つの場所に植えること。特に観葉植物、ハーブ、ミニ野菜などを一つの容器にまとめて植えたもの（コンテナガーデン）をいう。

## 概要
寄せ植えには、根があちこちに伸びず、株をコンパクトに仕立てることができる植物が向いている。繁殖力の強いものはポットのままにしたり株の数を絞る、大型になるものは大型コンテナを利用するなどの工夫が必要となる。
また、生育サイクルや生育環境などの性質が似た植物を組み合わせる必要がある。乾燥を好む植物と湿気を好む植物を組み合わせると水やりや施肥が難しくなる。暑い環境に強く寒い環境に弱い植物とその反対の性質をもつ植物を組み合わせる場合も温度調節や置き場所が難しくなる。
季節的なものでは、正月には縁起がよいとされる植物を複数寄せ合わせた植木鉢が販売される。

## 盆栽
盆栽では木々を寄せて植える技法を寄せ植えといい、森の景色を表現するために用いられる。

## 道路植栽
道路植栽の寄せ植えは調和のとれた樹木で一区画の植え込みを作る植栽方式のことで、道路の低木植栽では3株から10株の同一樹種とすることが多い。

## 参考サイト
- Weblio 辞書